# Couvent de San Leandro
 (juillet 2024).
Si vous disposez d'ouvrages ou d'articles de référence ou si vous connaissez des sites web de qualité traitant du thème abordé ici, merci de compléter l'article en donnant les références utiles à sa vérifiabilité et en les liant à la section « Notes et références ».
Le couvent de San Leandro, situé sur la place San Ildefonso à Séville en Espagne, a été fondé en 1295 par l'ordre des Augustins[réf. souhaitée]. Il accueillait des nonnes issues des plus influentes familles sévillanes de l'époque baroque.